# 15421 Adammalin
15421 Adammalin eller 1998 HM81 är en asteroid i huvudbältet som upptäcktes den 21 april 1998 av LINEAR i Socorro County, New Mexico. Den är uppkallad efter Adam Mikah Malin.
Den tillhör asteroidgruppen Koronis.